# Коханський Володимир Михайлович
Володимир Михайлович Коханський — полковник (посмертно) Повітряних сил Збройних сил України, учасник російсько-української війни, що загинув у ході російського вторгнення в Україну у 2022 році.

## Життєпис
Володимир Коханський народився 4 червня 1966 року в селі Доброводи Уманського району на Черкащині. Проходив військову службу в Повітряних силах Збройних сил України, обіймав посаду старшого інспектора-льотчика Харківського національного університету Повітряних сил імені Івана Кожедуба. На світанку 24 лютого 2022 року, з початком широкомасштабного військового вторгнення РФ в Україну, Володимир Коханський одним із перших піднявся в небо для перехоплення ворожих літаків. Його літак так і не повернувся на рідне летовище з того вильоту. Український льотчик прикрив собою столицю України з неба.
Указом Президента України № 292/2022, за особисту мужність і самовіддані дії, виявлені у захисті державного суверенітету та територіальної цілісності України, вірність військовій присязі Володимира Коханського на початку травня 2022 року нагороджено орденом «За мужність» III ступеня (посмертно).
В останню путь українського захисника провели 6 травня 2022 року в рідному селі на Уманщині.
У селі Блощинці на Київщині відкритий меморіальний знак Володимиру Коханському та Роману Пасульці.

## Нагороди
- орден За мужність III ступеня (2022, посмертно) — за особисту мужність і самовіддані дії, виявлені у захисті державного суверенітету та територіальної цілісності України, вірність військовій присязі [2].